# Schloss Henneckenrode

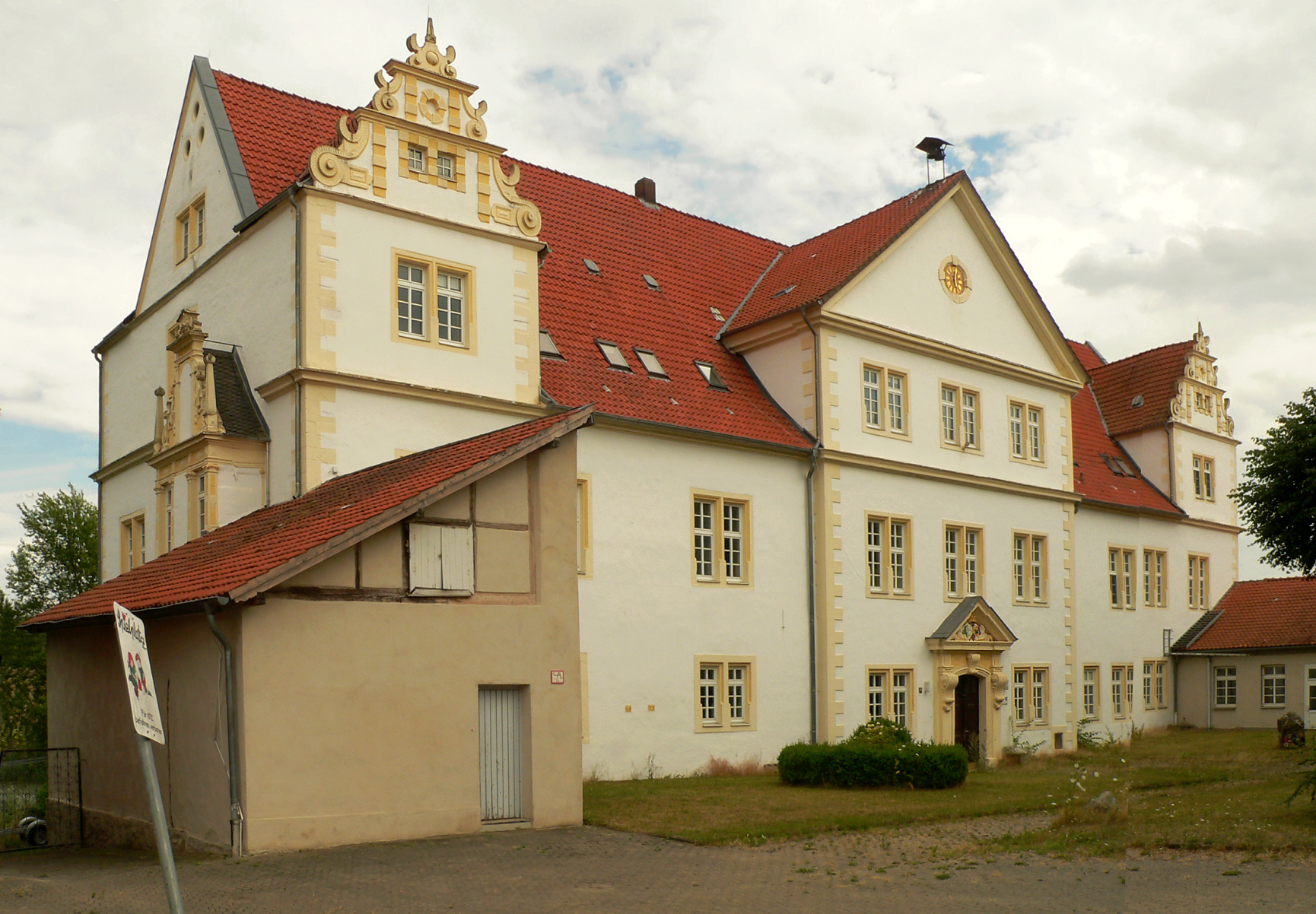
Schloss Henneckenrode

Schloss Henneckenrode ist ein Schloss in Henneckenrode in der Gemeinde Holle in Niedersachsen. Es wurde von Heinrich von Saldern 1579 im Stil der Weserrenaissance erbaut. Ab 1838 wurde das Schloss als Waisenhaus genutzt. Bis 2017 betrieb der Caritasverband der Diözese Hildesheim darin ein Kinder- und Jugendheim.

## Schlossanlage

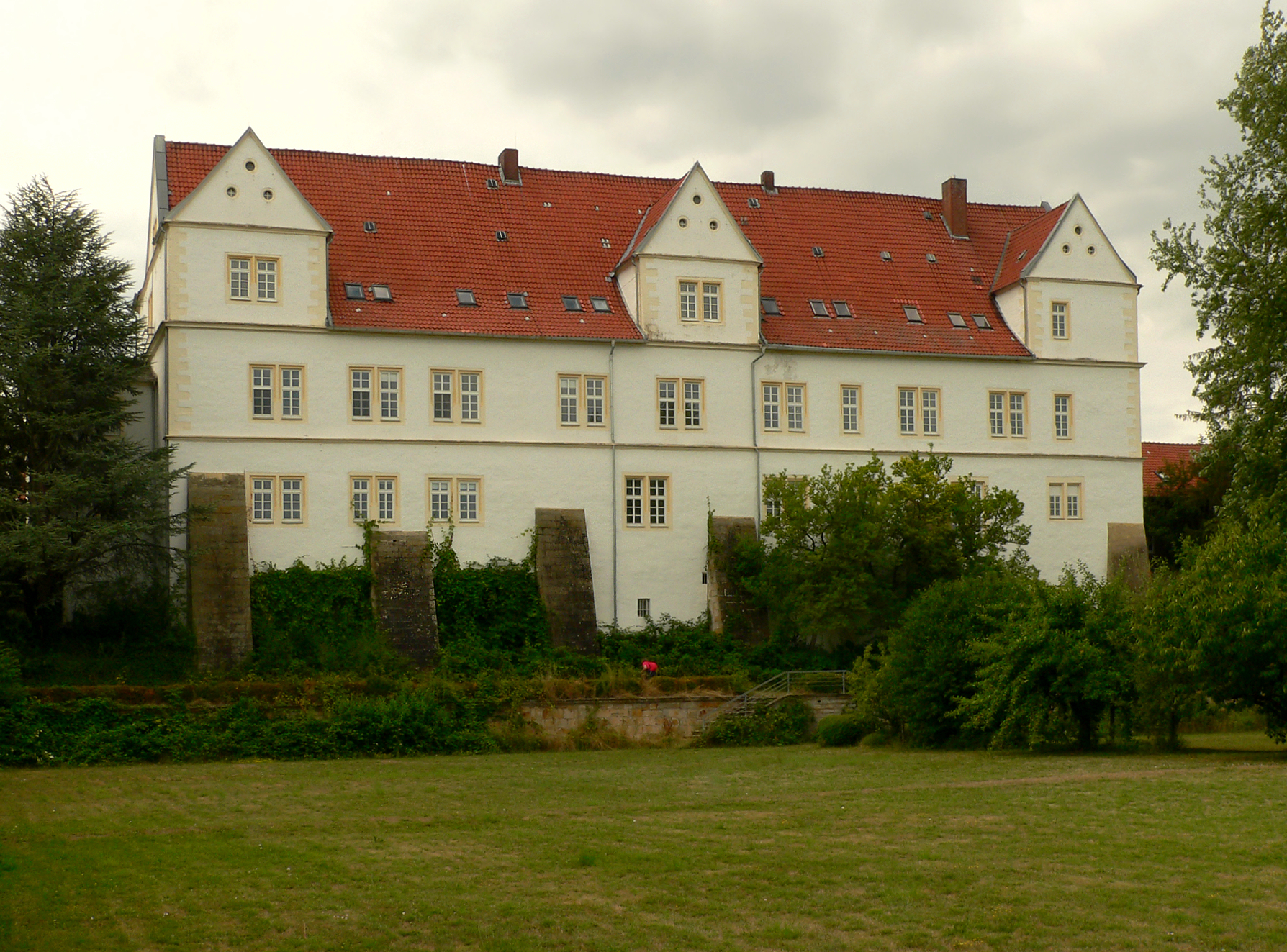
Gartenseite

Der Schlossbau weist an seiner nach Westen ausgerichteten Vorderfront mit Mittelrisalit Gestaltungselemente auf, die an die Weserrenaissance erinnern. Die Rückseite des Baus wird durch wuchtige, hochaufragende Pfeiler abgestützt. Mit dem dreiseitigen Wirtschaftshof bildet das Schloss eine Vierflügelanlage mit großem Innenhof. Seit 1988 steht das Schloss mit seinen Anlagen unter Denkmalschutz. Zum geschützten Ensemble gehören neben dem Schlossbau zwei Pavillons, der Wirtschaftshof, die frühere Schlosskirche und der Landschaftspark mit dem von der Nette gespeisten 2,6 Hektar großen Teich. Innerhalb der Guts- und Schlossanlage befindet sich die heute zur katholischen Pfarrgemeinde St. Hubertus Wohldenberg gehörende St.-Josephs-Kirche, die 1597 von Burchard von Saldern als Schlosskirche erbaut worden ist.

### Schlossgarten

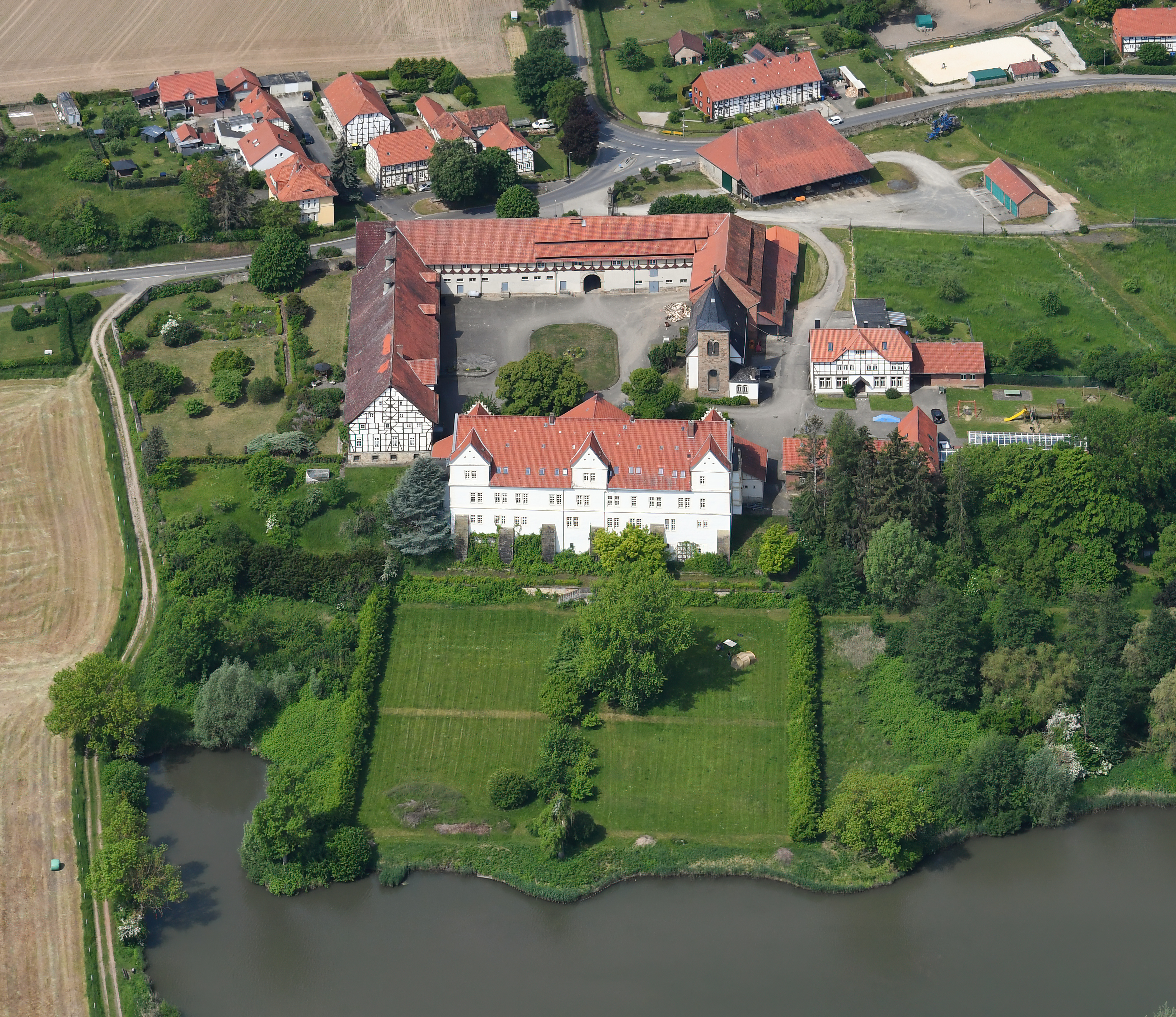
Luftbild der Schlossanlage mit Schlossgarten

Der Schlossgarten entstand um 1580 in Verbindung mit dem Schlossbau als klassische Gartenanlage der Renaissance nach vermutlich italienischen Vorbildern. Dafür sprechen insbesondere die gewählte Gestalteinheit von Haus und Garten, die vollkommene geometrische Figur des Gartensquadrates und die Gliederung und Anordnung der Terrasse. Älteren Darstellungen zufolge bestand das Parterre aus vier gleich großen, mit Buchsbaum eingefassten Freiflächen, die durch einen Kreuzweg gegliedert wurden. Neben dem Blick auf eine Wasserfläche bestand ein reizvoller Ausblick in das Tal der Nette, in das Mittelgebirgsland und zur Burg Wohldenberg. Die Ränder des Parterregartens zu den Wasserflächen wurden durch Laubengänge gebildet. Der Mittelpunkt des Gartens war ein kreisförmiger Platz. Die Form des Gartens hat sich in der Grundstruktur bis heute erhalten, obwohl die Vierteilung des Parterres aufgehoben ist.
In den Jahren 1999 und 2000 wurde ein Gartenbereich am Schloss denkmalpflegerisch rekonstruiert. In den Jahren 2012 und 2013 erfolgte eine Wiederherstellung des verlandeten Teiches und eine Sanierung der Fassaden des Schlossgebäudes, was Kosten von rund 800.000 Euro verursachte.

### Schlosskirche

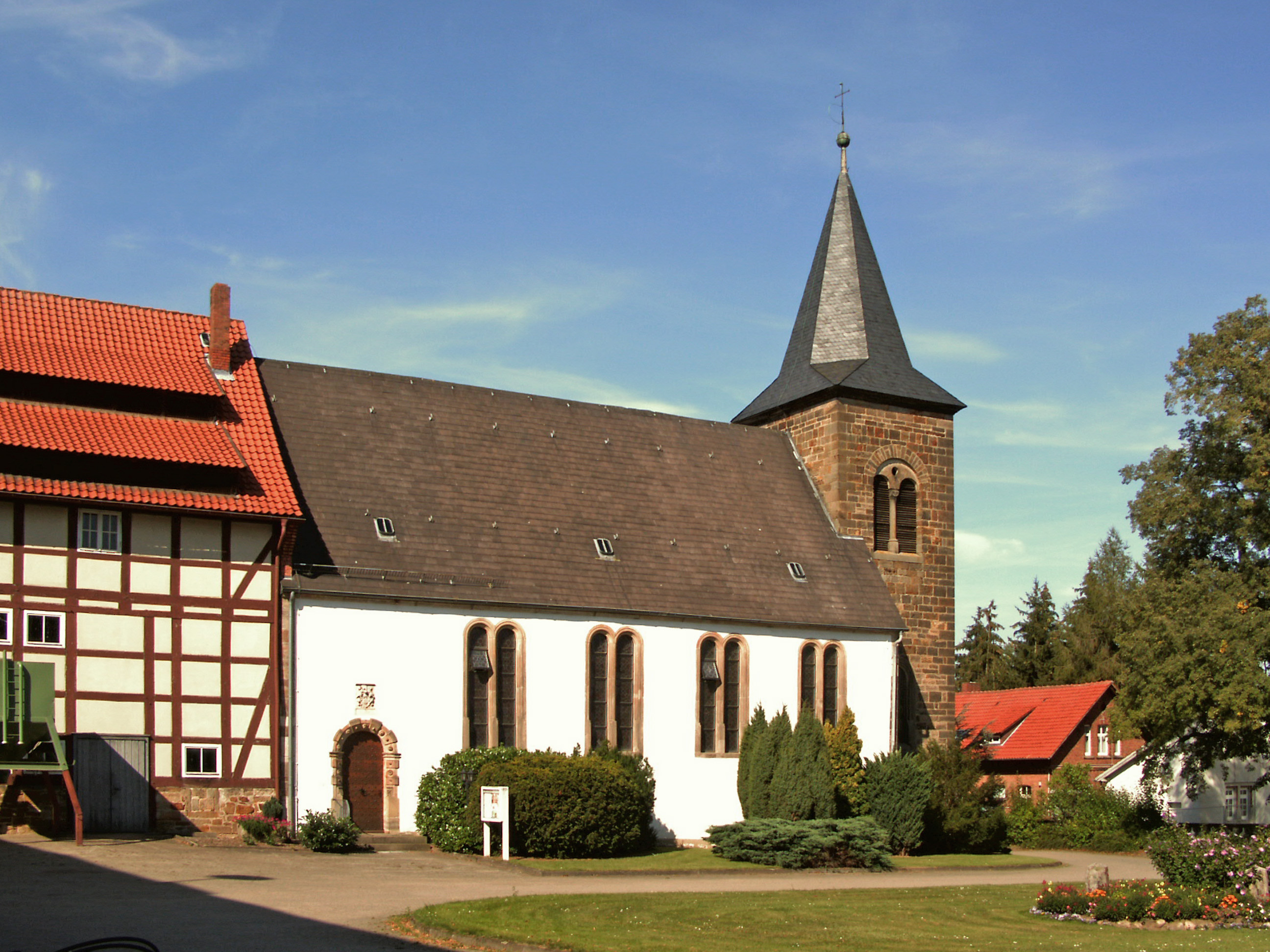
Die 1597 erbaute Schlosskirche

## Geschichte
Der heutige Ort Henneckenrode war ursprünglich ein Rittergut, das urkundlich belegbar seit Anfang des 13. Jahrhunderts den Grafen vom Wohldenberg gehörte. Gegen Ende des 13. Jahrhunderts kam das Gut an den Bischof von Hildesheim, der es der Familie von Heere zum Lehen gab. Nach dem Erlöschen ihres Geschlechts wurde Burchhard von Saldern ab 1567 zum Lehnsnehmer. Sein Sohn Heinrich von Saldern erbaute das Schloss Henneckenrode zwischen 1579 und 1580. Im Jahre 1588 kam es im Schloss zu einem Brand, der zu einem Wiederaufbau führte und über dessen Ausmaß nichts Näheres bekannt ist.
1684 erwarb Adam Arnold Freiherr von Bocholtz das Schloss von Aschwin von Saldern. 1820 kam es in den Besitz des Hildesheimer Landrentmeister Friedrich Blum. 1831 verfügte er in seinem Testament, dass das Schloss in ein von einer Stiftung geführtes Waisenhaus umgewandelt werden sollte. Nach seinem Tode 1832 entstand die Blum’sche Waisenhausstiftung, deren Leitung auf Weisung des hannoverschen Königs dem Hildesheimer Bischof übertragen wurde. Nach Umbauarbeiten wurde das Waisenhaus im Schloss 1838 eröffnet und 1856 den Barmherzigen Schwestern übergeben, die dort bis 1946 tätig waren. Danach übernahmen die Armen-Schwestern vom heiligen Franziskus bis 2007 die Kinderbetreuung. Im Zweiten Weltkrieg diente das Schloss von 1942 bis 1945 als Wehrmachtslazarett.

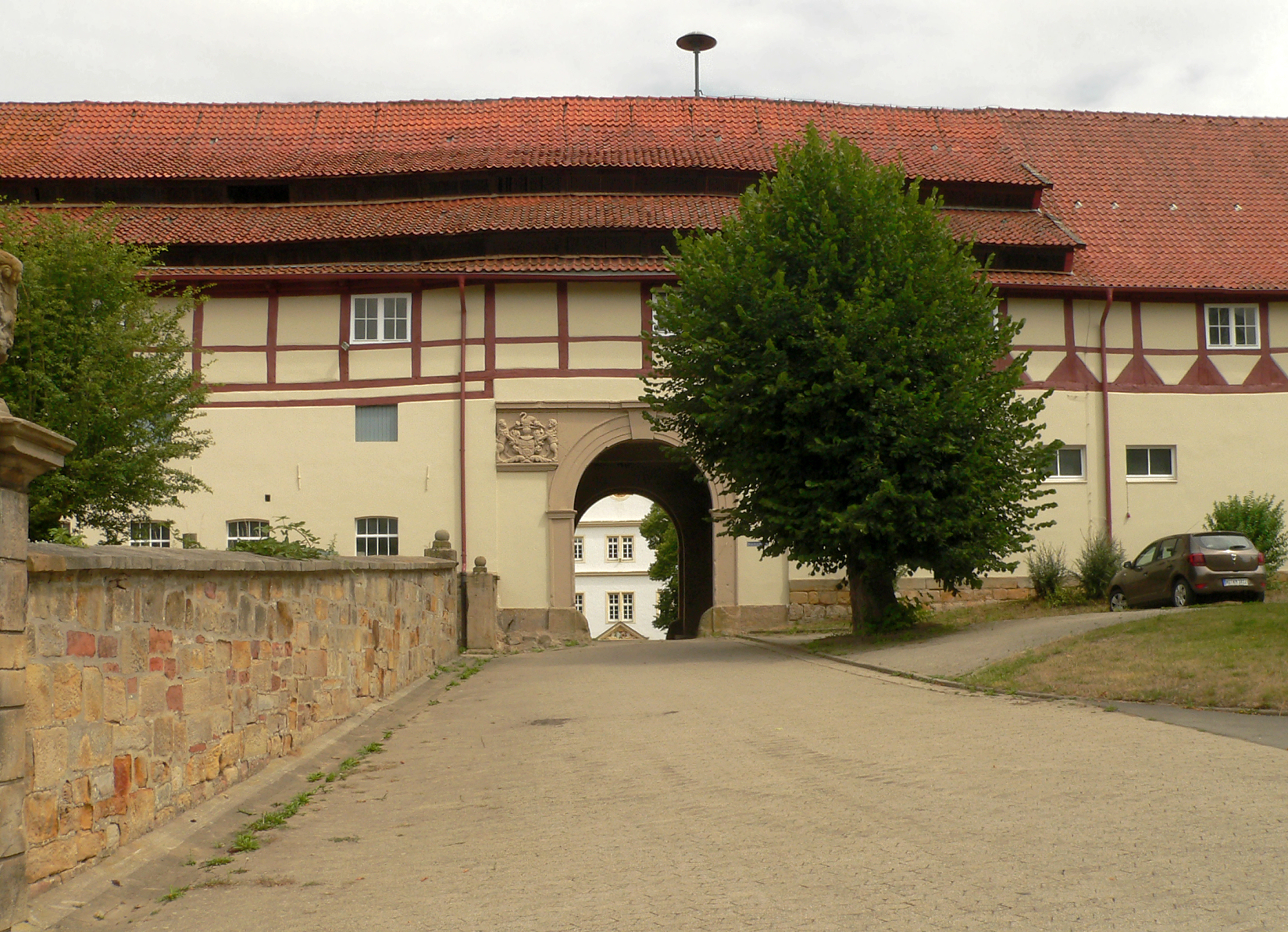
Zufahrt zum landwirtschaftlichen Betrieb

Bis 2017 wurde das Schloss von der Kinder- und Jugendhilfe Henneckenrode des Caritasverbands der Diözese Hildesheim genutzt. Im Schloss lebten rund 30 Kinder und Jugendliche. Der landwirtschaftliche Betrieb des früheren Gutes ist verpachtet und sorgt für die Einnahmen der Blum’schen Waisenhausstiftung. Ende 2014 teilte das Bistum Hildesheim als indirekte Besitzerin des Schlosses mit, dass die Einrichtungen der Waisenhausstiftung das Schloss verlassen und an anderen Standorten untergebracht werden. Als Grund wurden notwendige Baumaßnahmen am Schlossgebäude in Höhe von über 2 Millionen Euro genannt, die das Stiftungsvermögen übersteigen. Gegen die Schließung des Kinderheims im Schloss bildete sich eine Initiative aus ehemaligen Heimbewohnern, Mitarbeitern und Ortsbewohnern. Das Schloss stand 2019 zum Verkauf, den das Bistum Hildesheim 2020 verschoben hatte.